# Револьвер капрала
«Револьвер капрала» (нем. Der Revolver des Corporals) — драматический фильм 1967 года производства ГДР, снятый режиссёром Рольфом Лозански по мотивам одноимённой повести Эберхарда Паница.

## Сюжет
1950-е годы. Куба. Правление диктатора Батисты. После последнего бесчинства солдат Батисты двое подростков, Иларио и Хосе, решают оставить деревню и уйти к повстанцам в горы, где уже давно находятся старшие братья Хосе. Первую попытку пересечь реку на пути к повстанцам пресекают солдаты Батисты. Зная, что в ряды повстанцев принимают только тех, кто приносит с собой оружие, Иларио и Хосе устраивают засаду на лесной дороге неподалёку от трактира. После неудачной попытки отобрать револьвер у проходящего мимо них капрала, на месте происшествия появляется военный патруль. Капрал не стал выдавать Иларио капитану патруля, а представил его как обычного нищего. Пути Иларио и Хосе расходятся. Иларио остаётся, чтобы найти капрала Камилло, которого он принял за своего старшего брата, и уговорить его перейти на сторону повстанцев. А Хосе в одиночку отправляется к повстанцам в горы, где находит своих братьев.
Во время поисков Камилло Иларио попадает в руки солдат Батисты, которые доставляют его в форт. После допроса Иларио капитан отправляет его в тюрьму. Капрал Камилло добивается освобождения Иларио, а после договаривается с ним о месте встречи, куда принесёт так нужное повстанцам оружие. Капитан уже давно подозревал, что Камилло симпатизирует мятежникам и собирается его уличить в предательстве. Он поручает сержанту следить за Камилло, который придумывает план, как проникнуть на склад и вынести оружие. Сержант разоблачает капрала Камилло, который вёз украденное со склада оружие, вследствие чего погибает с ним в схватке. На старом кладбище, где была назначена встреча, Иларио находит обещанное оружие и лежащего на земле мёртвого Камилло. В последний момент он понимает, что попал в ловушку, устроенную солдатами Батисты. Ему на помощь приходят повстанцы, которых привёл Хосе. Под прикрывающим огнём, спасаясь от солдат, крепко сжимая в руке револьвер Камилло, Иларио вместе с повстанцами уходит в горы.

## В ролях
- Петер Донат — Иларио
- Хайнц Тишер — Хосе
- Гюнтер Нойманн — капрал Камилло Кальсадо
- Рут Коммерелль — мать Хосе
- Бруно Кпрстенс — отец Хосе
- Севилья Куземски — сестра Хосе
- Стефан Илиев — Рене
- Карлос Куэста — мулат
- Кирилл Ковачев — повстанец Роберто
- Вели Чаушев — молодой повстанец
- Гюнтер Юнгханс — повстанец Рауль
- Зигфрид Хёхст — капитан Ортис
- Харальд Вармбрунн — сержант
- Хорст Йонишкан — сторонник Батисты
- Герхард Рахольд — сторонник Батисты
- Герт Хенш — командир патруля

## Производство
Съёмки фильма проходили в Болгарии, Потсдаме и под Франкфуртом-на-Одере.
Премьера состоялась 1 июня 1967 года в берлинском кинотеатре «Babylon». Первый показ по телевидению ГДР прошёл 22 июля 1978 года.

## Критика
Фильм «Револьвер капрала» идеально подходит для подростков в возрасте от 14 до 15 лет, поскольку его герои легко узнаваемы и близки молодым зрителям, а приключенческий сюжет сочетает увлекательность с важной воспитательной целью, избегая при этом назидательности.— Berliner Zeitung

Этот фильм, полный захватывающих приключений и противостояний, богатый экзотической атмосферой, для которой болгарский черноморский пейзаж на турецкой границе с его бурными порогами, изрезанными скалами и почти тропическим лесом стал романтической декорацией, которую мастерски запечатлел на камеру оператор Гюнтер Айзингер, а яркие образы героев получились благодаря известным актёрам.— Neue Zeit
Lexikon des internationalen Films назвала фильм производственной, средней приключенческой историей, предсказуемой в развитии сюжета и изображении персонажей, где напряжённость достигается лишь за счёт внешних эффектов, не затрагивая глубинных эмоций.